# Lars Krister Uhrdin
Lars Krister Uhrdin, född 31 januari 1920 i Stockholm, död 22 februari 2006 i Rönninge, var en svensk pol. mag., tecknare och målare.
Han var son till Sam Uhrdin och Rosa Emilia Thornblad och gift med Karin Norman samt halvbror till Per Uhrdin. Uhrdin studerade konst vid Ollers målarskola och Otte Skölds målarskolor 1943–1944. För Jämtlands flygflottilj i Östersund målade han fem porträtt av flottiljens chefer. Hans konst består av landskapsskildringar och stilleben men han var huvudsakligen verksam som porträttmålare. Uhrdin finns representerad med porträtt i ett flertal kommuner, landsting och officiella institutioner.  